# Lista das DLCs de Euro Truck Simulator 2
| Jogo                  | Ano  | Metacritic |
| --------------------- | ---- | ---------- |
| Going East!           | 2013 | 69/100     |
| Scandinavia           | 2015 | –          |
| Vive la France!       | 2016 | 83/100     |
| Italia                | 2017 | 83/100     |
| Beyond the Baltic Sea | 2018 | –          |
| Road to the Black Sea | 2019 | –          |
| Iberia                | 2021 | –          |
| West Balkans          | 2023 | –          |
| Greece                | 2024 | –          |

Esta é uma lista das DLCs de Euro Truck Simulator 2, um jogo de simulação de caminhões desenvolvido pela SCS Software publicado em 19 de outubro de 2012. Neste simulador, o jogador controla um caminhoneiro que transporta cargas por cidades na Europa. Desde 2013, Euro Truck Simulator 2 tem recebido novos países e cidades, caminhões, cargas, reboques, acessórios e pinturas através de DLCs pagas e gratuitas.

## DLCs de expansão do mapa

### Going East!
Going East! (Indo para o Leste!) foi lançada em 20 de setembro de 2013. Ela adicionou as cidades de Varsóvia, Cracóvia, Łódź, Gdansk, Lublin, Białystok, Katowice e Olsztyn, na Polônia; Košice e Banská Bystrica, na Eslováquia; Budapeste e Debrecen, na Hungria; e Ostrava, na República Tcheca.

### Scandinavia
Scandinavia (Escandinávia) foi lançada em 7 de maio de 2015. Ela adicionou as cidades de Oslo, Bergen, Stavanger e Kristiansand, na Noruega; Copenhague, Odense, Aalborg, Esbjerg, Frederikshavn, Hirtshals e Gedser, na Dinamarca; e Estocolmo, Gotemburgo, Malmö, Uppsala, Västerås, Örebro, Linköping, Helsingborg, Jönköping, Södertälje, Karlskrona, Kalmar, Växjö, Trelleborg e Nynäshamn, na Suécia.

### Vive la France!
Vive la France! (Viva a França!) foi lançada em 5 de dezembro de 2016. Ela adicionou as cidades de Marselha, Toulouse, Bordeaux, Nantes, Nice, Rennes, Le Havre, Clermont-Ferrand, Le Mans, Brest, Limoges, La Rochelle, Bourges e Roscoff, na França.

### Italia
Italia (Itália) foi lançada em 5 de dezembro de 2017. Ela adicionou as cidades de Roma, Napoli, Palermo, Genova, Catania, Florença, Bologna, Bari, Messina, Taranto, Parma, Livorno, Pescara, Terni, Ancona, Catanzaro, Cassino, Suzzara e Villa San Giovanni, na Itália.

### Beyond the Baltic Sea
Beyond the Baltic Sea (Além do Mar Báltico) foi lançada em 29 de novembro de 2018. Ela adicionou as cidades de Helsinque, Tampere, Turku, Lahti, Pori, Kotka, Kouvola e Naantali, na Finlândia; Riga, Daugavpils, Liepāja, Ventspils, Rēzekne e Valmiera, na Letônia; Vilnius, Kaunas, Klaipėda, Šiauliai, Panevėžys e Utena, na Lituânia; Tallinn, Tartu, Pärnu, Narva, Paldiski e Kunda, na Estônia; São Petersburgo, Kaliningrado, Pskov, Vyborg e Luga, na Rússia; e Kapellskär, na Suécia.

### Road to the Black Sea
Road to the Black Sea (Estrada para o Mar Negro) foi lançada em 5 de dezembro de 2019. Ela adicionou as cidades de Bucareste, Iași, Cluj-Napoca, Timișoara, Craiova, Constanța, Brașov, Galați, Târgu Mureș, Bacău, Pitești, Reșița, Călărași, Hunedoara e Mangalia, na Romênia; Sófia, Plovdiv, Burgas, Ruse, Pleven, Pernik, Veliko Tarnovo, Karlovo e Pirdop, na Bulgária; e Istambul, Tekirdağ e Edirne, na Turquia.

### Iberia
Iberia (Ibéria) foi lançada em 8 de abril de 2021. Ela adicionou as cidades de Madrid, Barcelona, Valência, Sevilha, Zaragoza, Málaga, Múrcia, Bilbao, Vigo, Valladolid, Gijón, Santander, A Coruña, Granada, Córdoba, Alicante, Huelva, Badajoz, Algeciras, Salamanca, Pamplona, León, Burgos, Albacete, Almería, El Ejido, Cidade Real, Villarreal, Port de Sagunt, Teruel, Puertollano, Bailén, Mengíbar e Almaraz, na Espanha; e Lisboa, Porto, Coimbra, Faro, Olhão, Setúbal, Évora, Sines, Guarda, Ponte de Sor e Cortiçadas de Lavre, em Portugal.

### West Balkans
West Balkans (Bálcãs Ocidentais) foi lançada em 19 de outubro de 2023. Ela adicionou as cidades de Belgrado, Novi Sad, Nis e Kragujevac, na Sérvia; Zagreb, Split, Rijeka, Osijek e Zadar, na Croácia; Sarajevo, Banja Luka, Tuzla, Mostar, Zenica, Bihać e Karakaj, na Bósnia e Herzegovina; Tirana, Durrës, Vlorë e Fier, na Albânia; Escópia e Bitola, na Macedônia do Norte; Liubliana, Maribor, Koper e Novo Mesto, na Eslovênia; Podgoritza, Nikšić e Bijelo Polje, em Montenegro; e Pristina, no Kosovo.

### Greece
Greece (Grécia) foi lançada em 4 de dezembro de 2024. Ela adicionou as cidades de Atenas, Tessalônica, Patras, Heraklion, Lárissa, Vólos, Rodes, Ioánnina, Chania, Kalamáta, Kavala, Lâmia, Trikala, Mitilene, Chios e Argostoli, na Grécia.